# Europawahl in Österreich 2004
- SPÖ: 7
- GRÜNE: 2
- MARTIN: 2
- ÖVP: 6
- FPÖ: 1

Die Europawahl in Österreich 2004 war die dritte Wahl von österreichischen Abgeordneten zum Europäischen Parlament. Sie fand am 13. Juni 2004 als Teil der europaweiten Europawahlen 2004 statt. Für die 18 Mandate – drei weniger als 1999 – bewarben sich sechs Parteien.

## Ergebnis
| Partei                      | Partei                      | Stimmen   | +/-      | Prozent | +/-      | Mandate | +/- | Fraktion im EP |
| --------------------------- | --------------------------- | --------- | -------- | ------- | -------- | ------- | --- | -------------- |
|                             | SPÖ                         | 833.517   | −54.821  | 33,33 % | +1,62 %  | 7       | ±0  | SPE            |
|                             | ÖVP                         | 817.716   | −41.459  | 32,70 % | +2,03 %  | 6       | −1  | EVP/ED         |
|                             | MARTIN                      | 349.696   | +349.696 | 13,98 % | +13,98 % | 2       | +2  | Fraktionslos   |
|                             | GRÜNE                       | 322.429   | +62.156  | 12,89 % | +3,60 %  | 2       | ±0  | Grüne          |
|                             | FPÖ                         | 157.722   | −497.797 | 6,31 %  | −17,09 % | 1       | −4  | Fraktionslos   |
|                             | LINKE                       | 19.530    | −967     | 0,78 %  | +0,05 %  | 0       | ±0  | −              |
|                             | Gültige Stimmen             | 2.500.610 | -300.743 | 97,9 %  | +0,5 %   | 18      | −3  |                |
| Ungültige/leere Stimmzettel | Ungültige/leere Stimmzettel | 66.029    | −21.351  | 2,1 %   | −0,5 %   |         |     |                |
| Gesamt                      | Gesamt                      | 2.566.639 | +358493  | 100,0 % |          |         |     |                |
| Wahlberechtigte             | Wahlberechtigte             | 6.049.129 |          |         |          |         |     |                |
| Wahlbeteiligung             | Wahlbeteiligung             | 42,43 %   |          |         |          |         |     |                |

## Abgeordnete
- Liste der österreichischen Abgeordneten zum EU-Parlament (2004–2009)